# Nathan Never (personaggio)
Nathan Never è un personaggio dei fumetti protagonista dell'omonima serie a fumetti fantascientifica edita dalla Sergio Bonelli Editore dal 1991 e ideata da Michele Medda, Antonio Serra e Bepi Vigna e che sin dal suo esordio ha raggiunto un notevole successo di vendite.
Nathan Never è un agente speciale di un'agenzia privata e si muove in un mondo futuro cinico e pessimista le cui ambientazioni ricordano il film Blade Runner.

## Biografia del personaggio

### Il passato di Nathan Never
La vita del personaggio precedente al periodo in cui si svolgono le storie narrate nella serie viene narrato nel corso della serie regolare e di quelle ausiliarie. Nato nella bucolica Gadalas, Nathan entra nella polizia della Città Est dopo l'addestramento nella fanteria dello spazio, durante il quale conobbe Laura Lorring, divenuta in seguito sua moglie. Le assenze continue e il tradimento di Nathan con un'altra donna (il procuratore Sara McBain) determinano la crisi del matrimonio, che avrà comunque tragicamente fine a seguito del massacro di Laura da parte di Ned Mace, un criminale psicopatico assetato di vendetta che rapirà inoltre la figlia di Never, Ann. Lo shock subito da Nathan, che al momento dell'omicidio era con la sua amante, è causa dei capelli bianchi e dei terribili sensi di colpa che lo accompagneranno negli anni successivi. Rifugiatosi su Tersicore, una delle stazioni orbitanti del futuro in cui vive, si dedica alle arti marziali in un tempio di monaci Shaolin finché non viene rintracciato da Edward Reiser, un manager intenzionato ad organizzare una agenzia privata di vigilanza. Nathan accetterà di diventarne membro, costretto più che altro dalle onerose cure richieste per la figlia Ann, nel frattempo ritrovata da Reiser ma affetta da disturbo da stress post traumatico. In seguito si scoprirà che Ann è dotata di poteri estrasensoriali ed infine guarirà.

### Ambientazione
L'ambientazione principale in cui si svolgono le vicende del fumetto è la grande Città della costa Est, una megalopoli sterminata e senza nome costruita su otto livelli di enormi edifici ed autostrade.

Si può pensare che la città sia situata sui resti della ormai scomparsa New York ma in realtà si trova sulla costa orientale americana, infatti la vecchia New York si trova in fondo all'oceano a circa 600 metri di profondità. Pur caratterizzando la sua intera struttura, le atmosfere fosche e spaventevoli si concretizzano sempre più mano a mano che si scende nei livelli inferiori della Città: il primo livello è, infatti, il luogo in cui i reietti della società trovano rifugio dallo strapotere dei più abbienti nei piani alti. La popolazione si attesta sui duecento milioni di abitanti. Esiste anche un'altra megalopoli, sull'altra costa del continente: la Città Ovest.
L'ambientazione è in un mondo futuro profondamente mutato.
- La Terra. Un missile sotterraneo viene inviato al centro della Terra per liberare energia: la cosa però sfugge di mano ai progettisti, risolvendosi in un disastro di proporzioni planetarie. La disposizione dei continenti muta, vaste parti del globo diventano inaccessibili: la più nota area inaccessibile agli uomini è "il territorio". Uno dei più ferrei oppositori del progetto è un antenato di Nathan Never. Il disastro provoca anche il cambio di datazione a cui va caratteristicamente riferita la cronologia della serie: In accordo coi governanti del pianeta, papa Gregorio XVIII, eletto nell'anno stesso dell'incidente (il 2024 della datazione reale) fa arretrare la datazione di settantotto anni, secondo quella in vigore a Bali, sua terra natìa (le avventure di Nathan Never si svolgono nel 2110).
- Le nazioni. Le nazioni sono praticamente scomparse, sostituite da altri nomi e divisioni politiche. Ci sono i "territori del sud", identificabili nell'attuale Centro e Sud America: territori turbolenti, composti da nazioni indipendenti con guerre locali sempre in corso. Gli Stati uniti sono scomparsi, apparentemente la popolazione è stata completamente assorbita dalle città Est e Ovest, lasciando pochi abitanti nelle cittadelle "satelliti".
- La Luna. La Luna ospita una colonia penale, centri di ricerca e stazioni minerarie.
- Marte. Marte, dopo la sua terraformazione ospita centinaia di milioni di abitanti di origine terrestre. Vaste aree di Marte ospitano una lussureggiante foresta tropicale. I marziani-terrestri hanno sviluppato una mutazione rappresentata da grosse lentiggini sul volto. Una Setta, detta de "I pretoriani" lavora nell'ombra per assumere il controllo politico del pianeta ed instaurare una dittatura di stampo militare.
- Le stazioni orbitanti. Esistono cinque stazioni orbitanti (Melpomene, Talia, Tersicore, Calliope e Urania, quest'ultima per altro abbandonata da molti anni), popolate da qualche milione di abitanti. La Terra dipende, per il rifornimento alimentare, dalle stazioni orbitanti, che però anelano all'indipendenza politica. Questa tensione cresce negli anni fino a sfociare nella guerra tra le stazioni orbitanti e la Terra: nonostante la Terra sconfigga militarmente le stazioni orbitanti, queste ottengono comunque l'indipendenza in seguito all'estremo gesto del presidente di Melpomene, Ada Morgan, la quale fa precipitare sulla Città Est la stazione di Urania, provocando qualche milione di vittime. Un tema simile era stato sviluppato precedentemente nella serie TV anime di Gundam.
- I satelliti esterni. Ci sono spedizioni scientifiche sui satelliti esterni. Titano è il satellite di Saturno dove sono ambientati due albi di Nathan Never.

### Evoluzione del personaggio nel corso della serie

#### I primi 100 numeri
Inizialmente Nathan Never è un uomo in continua lotta con i rimorsi per le vicende che hanno portato alla morte della moglie e al rapimento della figlia. Ha diverse relazioni sentimentali, di cui solo alcune degne di nota. Sotto copertura in una base terrestre della Fanteria dello Spazio, Nathan incontra Susan Connery. La donna, desiderosa di compiacere il padre più di ogni altra cosa, fa abbondante uso di droghe in grado di alterare il suo metabolismo e quello dei suoi uomini per primeggiare. Per quanto sia tendenzialmente omosessuale, si innamora di Nathan e i due iniziano in una relazione che sfocia nella morte di lei durante il rendez-vous finale con l'Agente Alfa. Susan tornerà in vita anni dopo, grazie agli straordinari macchinari di Mister Jinx. Sarà lei a copiare la mente di Nathan Never dentro un computer a proteine viventi e a salvarne un campione genetico dal quale Ann Never creerà poi Nemo. Anche questo secondo incontro finirà male per la donna: sfruttando l'ossessione che l'agente Alfa nutre nei suoi confronti, riesce a rapirlo, con l'intento di ucciderlo e di farlo poi risorgere. Il suo piano viene sventato da Legs e Frayn e dai suoi ex soldati, oramai trasformati in mostri, che non esitano a trasformarla come loro.

Con l'avvocato Olivia Olling instaura un bel rapporto di amicizia che talvolta si trasforma in una relazione sessuale. La segretaria dell'Agenzia Alfa, Janine Spengler, è innamorata di lui sin dai primi numeri della serie: inizialmente lui cerca di ignorare il visibile interesse che la donna gli manifesta, fino a che i due cominciano a frequentarsi, per quanto il coinvolgimento di Nathan non sembra essere mai troppo profondo. Durante la Saga di Atlantide i due sembrano comportarsi da fidanzati ufficiali. Questo equilibrio instabile crolla quando Nathan Never incontra Hadija Hab' Ahmal, un ingegnere che ha preso in affitto per un breve periodo l'appartamento accanto al suo. Per la prima volta, Nathan sembra uscire dal torpore emotivo in cui viveva da anni e inizia a frequentare la donna. Quando scopre che è proprio lei il sabotatore a cui l'Agenzia Alfa sta dando la caccia, Nathan decide di rimanerle vicino durante le cure. Nel giro di pochi mesi, i due iniziano a convivere nella splendida villa di proprietà della donna. Infine, la figlia Ann, dopo lo scontro finale contro il tecnodroide Selena, guarisce dal suo autismo e cresce improvvisamente e decide di partire con la Fratellanza Ombra in un viaggio per lo spazio. Tra le sue amicizie più profonde, si possono annoverare Legs Weaver, Sigmund Baginov e Jack O'Ryan. Il rapporto tra Nathan e Legs è molto confidenziale: i due, per quanto caratterialmente diversi, sono ottimi compagni di squadra e sono legati da un profondo affetto. Nathan proverà inoltre un forte dolore quando Jack e April Frayn, con la quale aveva avuto in precedenza una storia, rimangono dispersi nel corso di una missione nello spazio. Nathan ha un buon rapporto con i suoi colleghi, con l'eccezione di Andy Havilland, di cui non condivide i metodi spietati e la mancanza di scrupoli.

#### Dalla Saga Alfa fino alla Guerra con le Stazioni Orbitanti
A questo punto della sua vita, Nathan sta riflettendo sul suo lavoro: ora che non deve più pagare le costose cure della figlia, non avrebbe più motivo di lavorare per l'Agenzia Alfa. Dopo la Saga Alfa decide comunque di continuare nel suo lavoro, dando fiducia al nuovo direttore, Solomon Darver. La storia con Hadija continua tra alti e bassi, fino al crollo totale: Nathan è condannato a morte per omicidio volontario e Hadija, scoperte le foto di un suo presunto tradimento, non ne vuole più sapere di lui. Scagionato, Hadija cerca di riappacificarsi, ma Nathan si sente tradito e decide di lasciarla definitivamente.

Alla vigilia della Guerra contro le Stazioni Orbitanti, Nathan cerca di mettersi in contatto con lei, ma scopre che ha venduto la villa e che se ne è andata senza lasciare recapiti. Durante la missione su Betsabea, Nathan scopre che Hadija sta lavorando al progetto di scudo spaziale delle colonie, ma il loro incontro viene bruscamente interrotto dagli Agenti di Mister Alfa, Havilland e Logan. Havilland uccide Hadija davanti agli occhi di Nathan. Un altro evento contribuisce a turbare l'equilibrio dell'agente: una manifestante pacifista si lancia contro la sede del Consiglio di Sicurezza con un oggetto in mano che sembrava una bomba e Nathan la fredda. L'oggetto si rivela in realtà essere un fumogeno.

#### Dalla guerra fino alla Saga Spazio-Temporale
Nathan esce psicologicamente distrutto dalla guerra. La morte di Hadija, la morte della manifestante hanno lasciato il segno. Inoltre il forte rapporto di amicizia con Legs si è deteriorato, dopo che la donna ha abbandonato l'Agenzia. Nel corso di una missione, Nathan salva la vita a Sara McBain, e i due finalmente iniziano una nuova relazione, finalmente alla luce del sole. Nathan è comunque combattuto tra l'amore per la donna e il nascente affetto nei confronti di Nicole Bayeux, la nuova agente Alfa. Inoltre, latente, rimane il desiderio di vendetta nei confronti di Andy Havilland, l'uomo che ha ucciso Hadija.

Durante la Saga Spazio-Temporale, Nicole Bayeux rimane dispersa nel passato, mentre Nathan ha la possibilità di trovarsi faccia a faccia con Andy Havilland all'interno del relitto di Urania. Dopo un breve combattimento, l'Agente Alfa uccide l'ex collega con un colpo di pistola in testa. Havilland viene resuscitato dal fantasma di Luke Sanders e Nathan viene lasciato solo con i suoi rimorsi. Da notare la reazione ben diversa rispetto a quella avuta con Ned Mace, da lui ucciso in un moto di pietà piuttosto che per mera vendetta.
Nel numero 233 Sara McBain decide di rimanere nel territorio del Margine per aiutare gli attivisti di Terra Mater, chiudendo di fatto con tristezza il loro rapporto.

## Poteri e abilità
Nathan Never è un ex membro dei corpi speciali della polizia della Città Est esperto nelle arti marziali (Jeet Kune Do imparato nel monastero Shaolin su Tersicore) e nel combattimento corpo a corpo. È esperto nell'uso di armi bianche e da fuoco ed è un eccezionale detective.

## Contatti con altri fumetti Bonelli
Nathan Never ha effettuato vari crossover con Martin Mystère. Oltre allo stesso Martin Mystère, in alcune storie di Nathan Never appare anche uno dei suoi nemici, Mister Jinx. L'incongruenza storica è superata grazie ad un computer organico in possesso di Jinx, in grado di immagazzinare e conservare una copia della mente di un essere umano. Con tale sistema, Jinx riesce ad eseguire un backup di se stesso e trasferire la personalità da un corpo all'altro, acquisendo una sorta di immortalità. La personalità dello stesso Martin Mystère viene sottoposta a backup nel 1987, il computer alle proteine viene immagazzinato nella base segreta governativa di "Altrove" e viene ritrovato dopo due secoli da un gruppo terroristico che esegue il restore di Martin Mystere in un corpo robotico allo scopo di sfruttarne le conoscenze ormai perdute durante la Grande Catastrofe.
Nel numero 7, La zona proibita, Nathan incontra un discendente di Mister No.

## Altri media
Nathan Never Cyberpunk 2020 è il titolo di un'espansione per il gioco di ruolo Cyberpunk 2020 della Talsorian (tradotto in Italia dalla Stratelibri) in cui è possibile calarsi nei panni e nel mondo di Nathan Never. Il manuale riuniva alcune regole derivate dal modulo (inedito in Italia) Maximum Metal unite alla descrizione del mondo di Nathan Never, di alcuni dei personaggi e dei mezzi principali dell'Agenzia Alfa.